# Rudi Dutschke

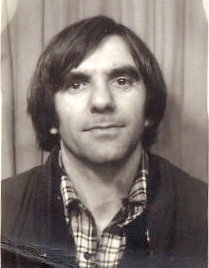
Rudi Dutschke

Alfred Willi Rudolf Dutschke (7 de març de 1940, Schönefeld, Brandenburg 1940- 24 de desembre de 1979), més conegut com a Rudi Dutschke va ser un sociòleg marxista i polític alemany. Fou un conegut representant del moviment estudiantil dels anys 1960 a Alemanya Occidental (el "moviment del 68"). Es va oposar rotundament a la Guerra del Vietnam i va impulsar molt creativament la deserció de soldats estatunidencs establerts a les seves casernes d'Alemanya. Va impulsar la lluita contra tota forma d'autoritarisme i per l'emancipació femenina.

## Biografia
Va ser el quart fill d'un funcionari de correus; va viure els seus anys de joventut a la República Democràtica Alemanya (RDA). Era membre actiu de la Joventut Evangèlica de Luckenwalde, d'on va treure la seva vena socialista religiosa. Volia ser periodista d'esports i per això va entrar el 1956 en la Joventut Lliure Alemanya (FDJ). Es va casar amb Gretchen Klotz i va tenir tres fills: Polly, Hosea-Che i Rudi-Marek. En el seu fill mitjà va ajuntar la seva admiració pel profeta Hosea i pel revolucionari Ernesto Che Guevara.
L'11 d'abril de 1968 va ser víctima d'un atemptat, perpetrat per un jove d'ultradretà dit Josef Bachman, qui li va disparar tres trets al cap. Malgrat la gravetat de les seves ferides, va sobreviure. Va viatjar llavors al costat de la seva família a Londres buscant alguna cura, però mai va poder recuperar-se completament. Va assolir, no obstant això, ser acceptat a la Universitat de Cambridge on va poder acabar la seva graduació el 1970. A l'any següent, el govern conservador d'Edward Heath va declarar-lo juntament amb la seva família com a "estrangers indesitjables implicats en activitats subversives" i els va expulsar del país. La família es va mudar llavors a Århus, Dinamarca. El 24 de desembre de 1979 va patir una epilèpsia quan prenia un bany, i va morir ofegat.

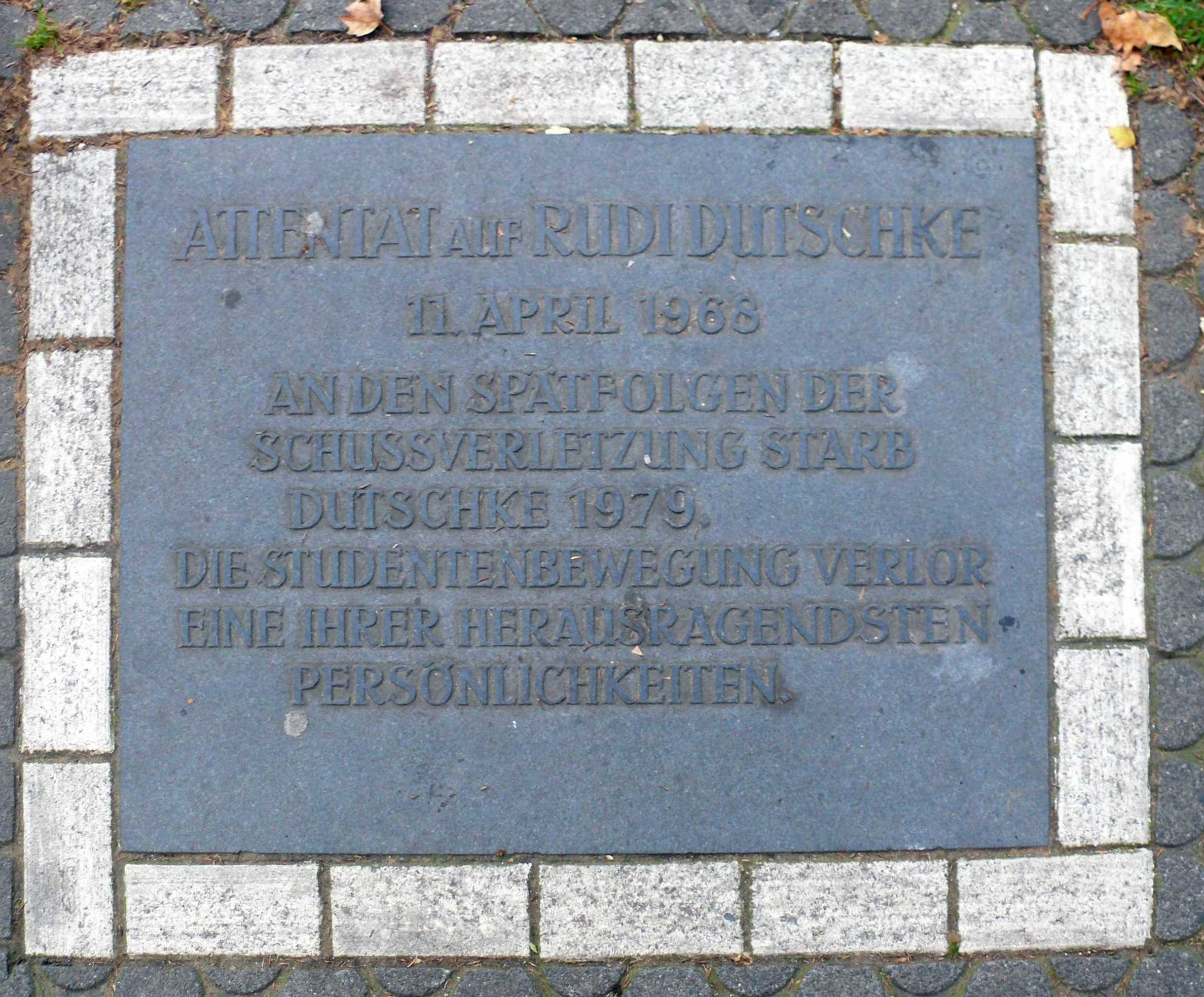
Placa Memorial per Rudi Dutschke al Kurfürstendamm i la Joachim-Friedrich Straße a Berlín

## Trajectòria
L'ingrés de Dutschke en la FDJ va ser motivada per la revolució Hongaresa de 1956. Va apostar per un socialisme democràtic, que al mateix temps es distanciava dels Estats Units i la Unió Soviètica. També rebutjava les polítiques del Partit Socialista Unificat d'Alemanya (SED), que governava la RDA. En contrast a les pretensions antifeixistes de la seva ideologia de l'Estat, veia les velles estructures i mentalitats avançar tant a l'Est com a l'Oest. El 1957 es va oposar obertament a la militarització de la societat de la RDA i va advocar per la Llibertat de circulació. Va refusar prestar el servei militar a l'Exèrcit Nacional Popular (NVA) (Nationale Volksarmee) i va animar a d'altres que fessin el mateix. Després del seu examen de selectivitat el 1958, i per la seva formació educacional industrial, les autoritats de la RDA li van impedir realitzar el seu desig d'estudiar esport. Dutschke va començar a desplaçar-se per Berlín Occidental i va repetir allí el seu examen de selectivitat. Al mateix temps escrivia reportatges esportius, entre altres per al periòdic B.Z. de l'editorial Axel-Springer-Verlag.
El 1961, poc abans d'iniciar-se la construcció del Mur de Berlín, es va mudar a Berlín Occidental, per a estudiar sociologia, etnologia, filosofia i història en la Universitat Lliure de Berlín (FU) (Freie Universität Berlin). Va estar lligat a aquesta institució fins al moment de doctorar-se el 1973.
Va començar a estudiar l'existencialisme de Martin Heidegger i Jean-Paul Sartre, però aviat també el marxisme i la història dels moviments obrers. Va llegir els primers escrits de Karl Marx, els filòsofs de la història marxistes Georg Lukács i Ernst Bloch, la teoria crítica de Max Horkheimer, i Herbert Marcuse. Encoratjat per la seva amistat amb Gretchen Klotz, va llegir també a teòlegs com Karl Barth i Paul Tillich. El seu socialisme cristià es va convertir en un socialisme de bases marxistes. Va insistir no obstant això en la llibertat de l'individu de triar, enfront de les relacions de la societat.

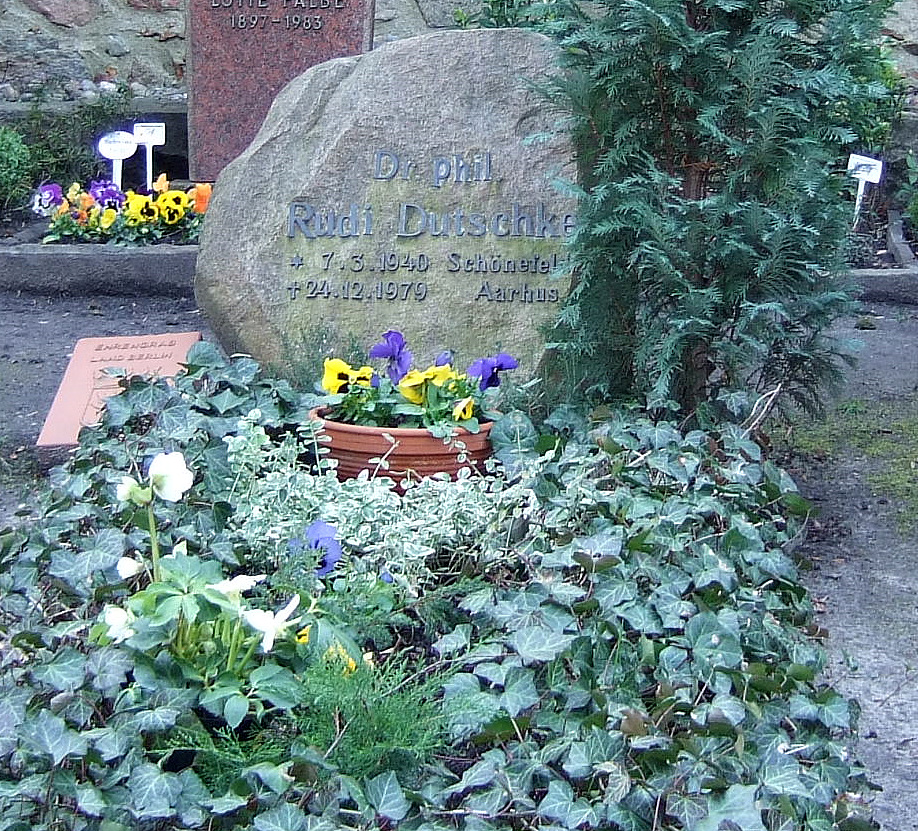
La seva tomba a Berlin-Dahlem

### Moviment estudiantil

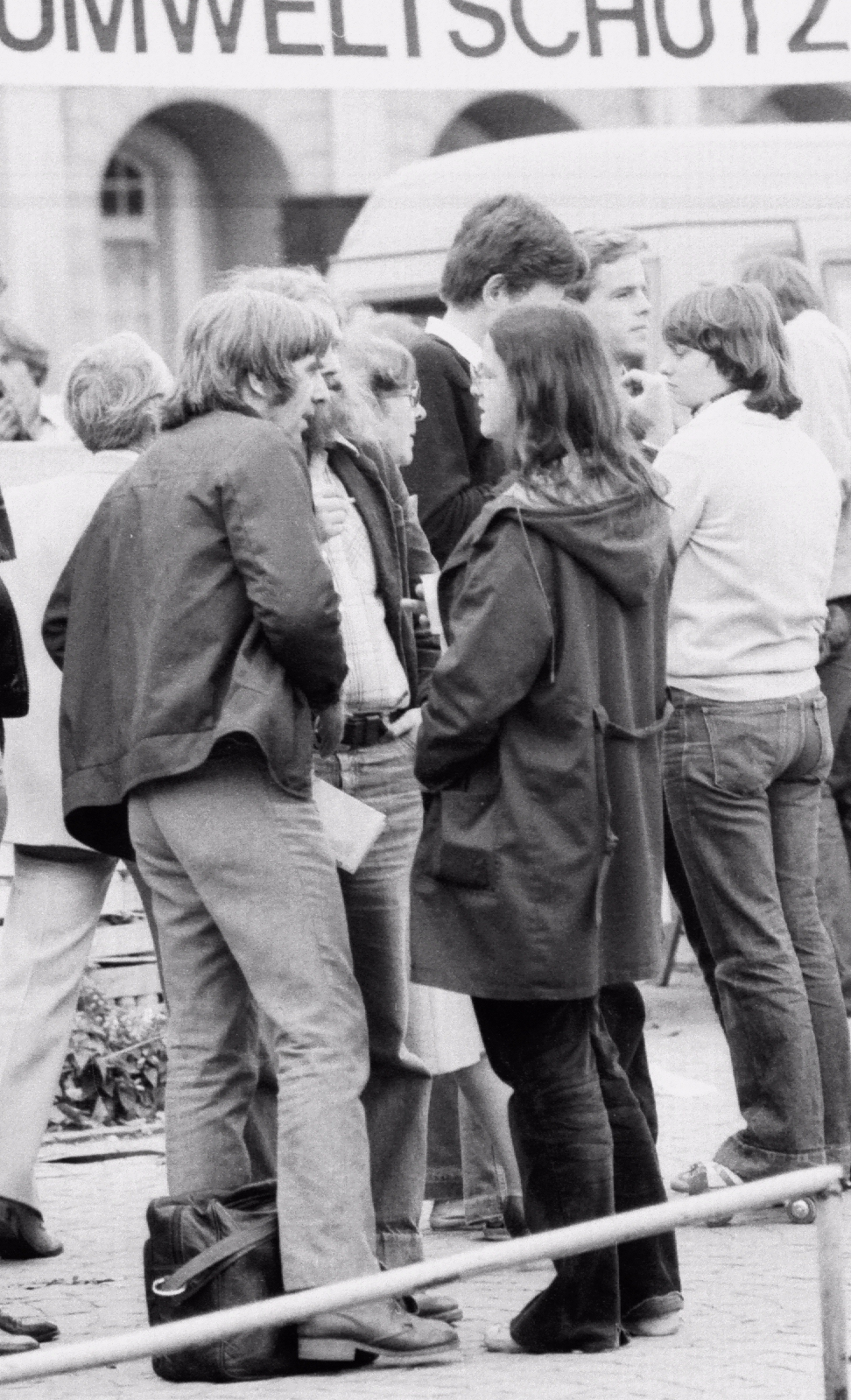
Rudi Dutschke a la manifestació antinuclear del 14 d'octubre de 1979 a Bonn

Aviat va unir l'estudi amb el compromís polític pràctic. Així va començar a editar la revista Anschlag, en la qual es tractaven la crítica al capitalisme, els problemes del Tercer Món i noves formes d'organització política. La publicació va ser llavors considerada com a "anarquista" per la Federació Socialista d'Estudiants Alemanys (SDS) (Sozialistischen Deutschen Studentenbund) a causa del seu caràcter activista. El 1962 va fundar amb Bernd Rabehl, el Berliner Gruppe der Münchner. El 1964 es van adherir al SDS de Berlín. A l'any següent va ser triat per al Consell polític i va seguir imprimint la direcció política. A partir de 1966 va organitzar amb el SDS nombroses manifestacions per a efectuar reformes universitàries, en contra de la gran coalició, la Llei d'estat d'emergència i la Guerra del Vietnam.
El creixent moviment estudiantil va unir tots aquests ideals i es va conformar com a part de l'oposició fora del Parlament (APO). El 23 de març del mateix any es va casar amb Gretchen Klotz. Al maig va ajudar a preparar el congrés federal sobre Vietnam en Frankfurt del Main. Els ponents principals van ser reconeguts professors de la "Nova Esquerra" (com Marcuse i Negt) i de l'esquerra més aviat "tradicionalista" fora del SPD. Aquest mateix any va voler escriure la seva tesi sobre Lukács amb el professor Hans-Joachim Lieber, llavors rector de la Universitat Lliure de Berlín (FU). Després d'enfrontaments sobre el mandat polític de la Allgemeine Studierendenausschuss (ASTA) de Berlín i l'ús de les aules universitàries per a accions contra la guerra de Vietnam, Lieber no va perllongar el contracte d'assistència de Dutschke en la FU de Berlín. Descartant Dutschke de moment poder prosseguir la seva carrera acadèmica. El 2 de juny de 1967, un policia va disparar un tret mortal a l'estudiant Benno Ohnesorg durant una manifestació en contra del Xa de Pèrsia, Dutschke i el SDS van convocar a manifestar en tot el país, perquè s'aclarissin les circumstàncies de la mort. A més van exigir la dimissió del responsable de la unitat de policia i l'expropiació de l'editor Axel Springer.
Els estudiants van declarar culpable al seu editorial de la mort d'Ohnesorg pel cobriment propagandístic dels seus periòdics. Es van posar per primera vegada en la mira a mitjans establerts com ara Der Spiegel, Frankfurter Rundschau i Die Zeit. No obstant això, només es van solidaritzar amb els estudiants que protestaven, uns pocs professors, com l'amic de Dutschke, el teòleg Helmut Gollwitzer.
La violència contra Dutschke va radicalitzar parts del moviment estudiantil i van cometre diversos atemptats amb bombes i assassinats. Dutschke va rebutjar aquesta deriva i temia que danyaria o fins i tot provocaria la dissolució del moviment estudiantil. Com a alternativa advocà per una "llarga marxa a través de les institucions" del poder per tal de provocar un canvi radical dins del govern i la societat, convertint-se en una part integral de la maquinària. El significat de la idea de Dutschke de "llarga marxa a través de les institucions" fou molt discutiva: la majoria dels historiadors del 68 a Alemanya Occidental van entendre que significava defensar la creació d'una societat alternativa i la recreació de les institucions vistes per Dutschke com a reformables en el seu estat actual. És molt poc probable que Dutschke hagués promogut el canvi des de dins del sistema parlamentari i judicial, que estava ple d'antics nazis i polítics conservadors. Això es veu clarament en la reacció del SDS a la gran coalició CDU-SPD dirigida per Kiesinger que aprovà les Lleis d'Emergència autoritàries.

## Obres
- Dutschke, Rudi. Rowohlt. Mein langer Marsch: Reden, Schriften und Tagebücher aus zwanzig Jahren (en alemany), 1980..
- Dutschke, Rudi. Gretchen Dutschke. Jeder hat sein Leben ganz zu leben (en alemany).  Köln, DE: Kiepenheuer & Witsch, 2003. ISBN 3-462-03224-0. (1963–1979).
- Dutschke, Rudi «It Is Not Easy to Walk Upright». TELOS. Telos Press [Nova York], 52, Summer 1982..